# Agfa Movex
Mit Movex bezeichnete Agfa sämtliche Schmalfilmkameras, die ein Objektiv mit fester Brennweite aufwiesen, ausgenommen das System Family. Sie wurden ab 1963 von solchen mit Zoomobjektiv abgelöst, die dann Movexoom hießen. Eine Ausnahme stellte die Movex SV Automatic dar, die ungeachtet ihres Namens ein Zoomobjektiv besaß.

## 8-mm-Kameras

### Movex 8

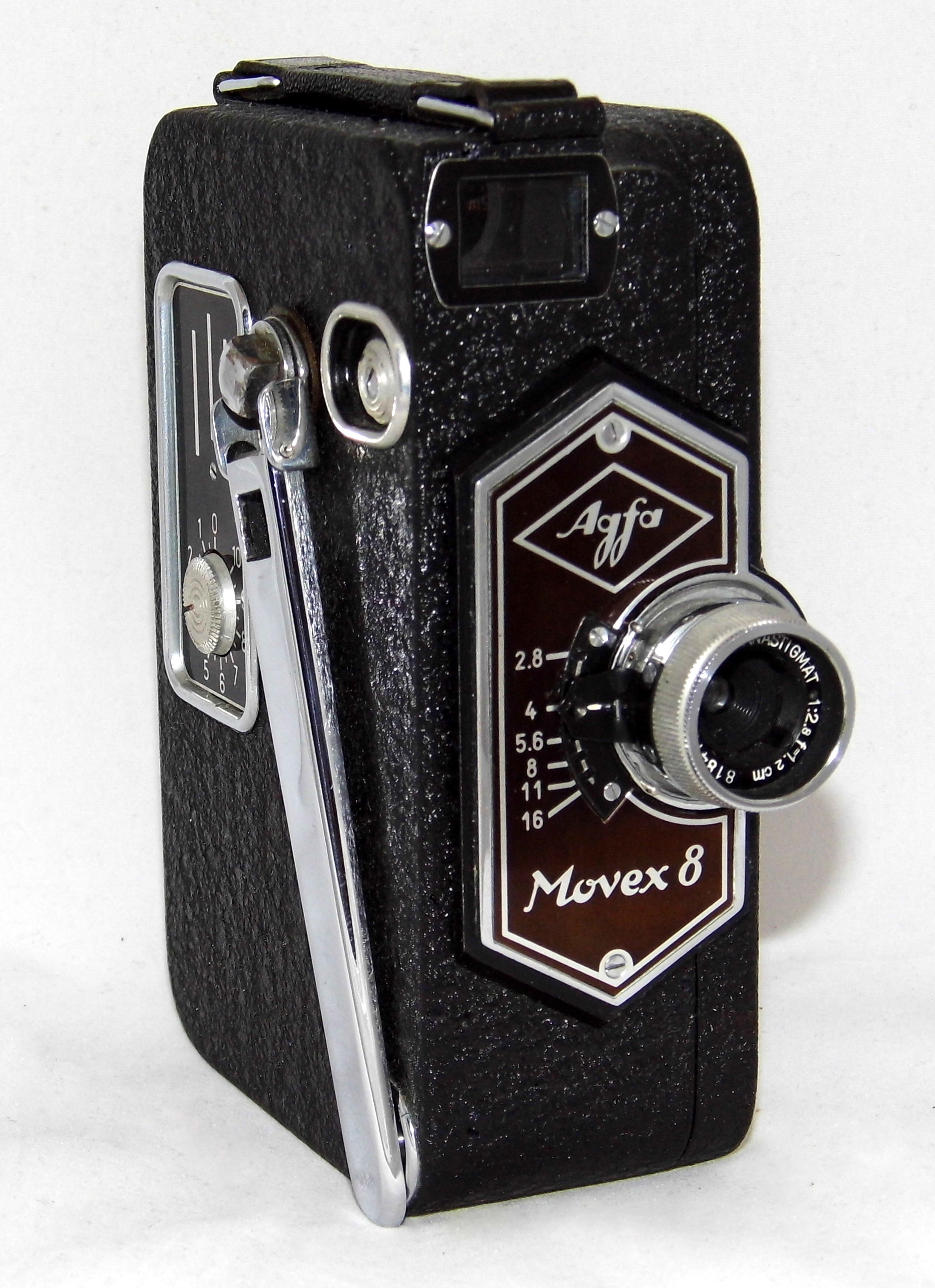
Agfa Movex 8

Als erster 8-mm-Apparat von Agfa erschien 1937 die Movex 8 für 145 RM. Sie wog 750 g und arbeitete nur mit der Standardgeschwindigkeit 16 Bilder/s, wie damals üblich von einem Federwerkmotor angetrieben. Bei ihrem Agfa Kine-Anastigmat f/2,8 mit 12 mm Brennweite handelte es sich um ein Fixfokus-Objektiv mit einem Arbeitsbereich von 2 m bis unendlich. Diese Kamera benutzte die Agfa-Movex-Filmkassette, ein benutzerfreundliches System mit 10 m Filmvorrat, bei dem Ab- und Aufwickelspule nebeneinander lagen – ähnlich dem späteren Single-8-System. Diese Filmkassette gab es fertig konfektioniert zu kaufen.
Die Variante Movex 8 L von 1939 ließ sich an einer unübersehbaren Selenzelle unterhalb des Objektivs erkennen, es handelte sich nämlich um die erste Schmalfilmkamera mit halbautomatischer Belichtungssteuerung: Die Selenzelle bewegte einen Zeiger, welcher durch Drehen des Blendenrings mit einem zweiten zur Deckung gebracht werden musste, um eine korrekte Belichtung zu erhalten.
Nach dem Krieg bot Agfa die Movex 8 L für 435 DM erneut an. Eine Filmkassette dafür kostete mit Schwarzweißfilm gefüllt 9,60 DM, mit Agfacolor-Farbfilm gefüllt 13,50 DM.

### Movex 88

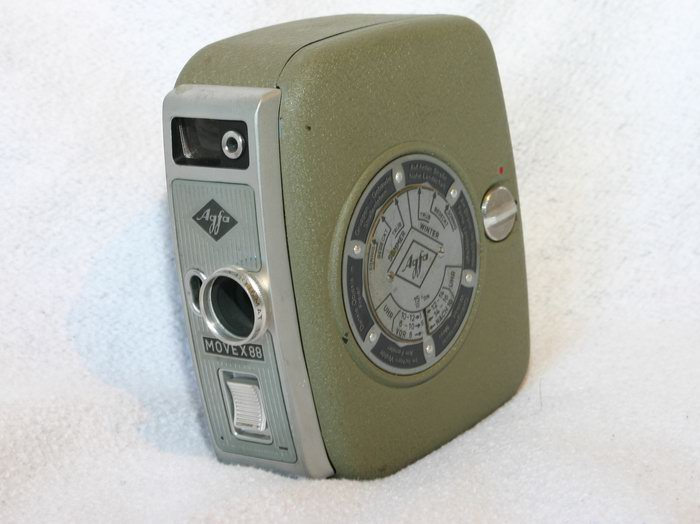
Agfa Movex 88

Die Bezeichnung 88 bei der Movex 88 von 1956 sollte auf eine Doppel-8-Kamera hindeuten, es wurde also ein 16-mm-Film zunächst auf der einen und dann nach Vertauschen der Spulen auf der anderen Seite belichtet. Da sich die Movex-Kassette nicht durchsetzte, musste Agfa nämlich auf diese allgemein übliche, aber unpraktischere Konfektionierung mit offenen Spulen übergehen.
Die 88 besaß ein Agfa Kino Anastigmat f/2,5 mit 11 mm Brennweite. Es handelte sich um eine einfache Kamera, noch mit Federwerkmotor und ohne Belichtungssteuerung. Stattdessen gab es seitlich am Kameragehäuse eine aufwendige Einstellhilfe, mit deren Hilfe man die geeignete Belichtung für die vorliegenden Lichtverhältnisse finden konnte. Die Kamera lief mit den für Normal 8 üblichen 16 Bilder/s, konnte aber für Trickfilme auch einzelne Bilder belichten.
Die Version Movex 88 L besaß ein Agfa Movexar f/1,9 mit 13 mm Brennweite und eine halbautomatische Belichtungssteuerung mittels Selenzelle und Nachführzeiger im Sucher.
Bei der Movex Automatic erfolgte eine vollautomatische Belichtungssteuerung. Die zwei notwendigen Batterien waren in einer Abdeckung unter den beiden Spulen untergebracht.

### Movex Reflex
Ebenfalls eine Doppel-8-Kamera war die Movex Reflex von 1963. Ihre Besonderheit lag in dem ungewöhnlich langen Dauerlauf von über zwei Minuten bei Tempo 16 und weiter darin, dass man sie mittels Bajonett-Anschlusses sowohl mit einer Festbrennweite wie auch mit einem Zoomobjektiv ausrüsten konnte. Für das Agfa Movestar f/1,8 mit 13 mm Brennweite bot Agfa die Vorsätzen Curtar und Telegonar für Weitwinkel- und Teleaufnahmen an. Bei dem Zoomobjektiv handelte es sich um das Variogon f/1,8 mit 7,5 mm bis 37,5 mm Brennweite, gefertigt von J. Schneider nach Agfa-Vorgaben. Mit angesetzten Zoom wog die Kamera 700 g mehr als mit dem Movestar. Die Reflex gehörte zum gehobenen Preissegment, mit dem Zoomobjektiv kostete sie 1.195 DM.
Entsprechend ihrem Namen handelte es sich um eine Spiegelreflexkamera, die Belichtung funktionierte vollautomatisch, konnte aber auch abgeschaltet werden. Die Blende war im Sucher eingespiegelt, sie konnte zum Auf- und Abblenden vollkommen geschlossen werden. Die Kamera arbeitete mit speziellen Wendekassetten, so konnte man mehrere dieser Kassetten zuvor befüllen und dann beim Filmen schnell umdrehen und wechseln. Es handelte sich dabei um eine Kompromisslösung, nachdem sich die Movex-Filmkassetten nicht durchgesetzt hatten.
Den Transport leistete ein Federwerkmotor. Neben den gewohnten 16 Bildern/s standen noch die vom Tonfilm bekannten 24 Bilder/s zur Verfügung, außerdem 32 Bilder/s und 48 Bilder/s für die Zeitlupendarstellung und 8 Bilder/s sowie eine Einzelbildschaltung für Zeitraffer. Zum Überblenden konnte man den Film auch zurückspulen.

### Movex S Automatic
1966 erschienen – abgesehen vom System Family – die letzten Agfa-Filmkameras mit Festbrennweite, sie verwendeten die gerade neu erschienenen Filmkassetten für das System Super 8. Die Movex S Automatic wandte sich an Laien, sie verzichtete deswegen mit ihrem Fixfokus-Objektiv auf eine Scharfstellung und besaß eine automatische Belichtungssteuerung. Der Filmtransport ging mit einem Elektromotor vonstatten. Die Movex S Automatic kostete 298,80 DM mit einer Filmkassette, Batterien und einer aufsteckbaren Filmleuchte.

### Movex SV Automatic
Mit identischem Gehäuse wie die Movex S erschien die Movex SV Automatic. Obwohl sie nicht Movexoom hieß, besaß sie ein Zoomobjektiv, wenn auch nur mit zweifacher Brennweitenänderung, nämlich das Agfa Vario f/2,4 mit 10 mm bis 20 mm Brennweite. Die Movex SV Automatic kostete 398,80 DM als Set entsprechend der Movex S.